# Castell de Menàrguens
El castell de Menàrguens és un castell del poble de Menàrguens, al municipi homònim de la Noguera, declarat bé cultural d'interès nacional.
Està situat al cim del tossal que encara porta el topònim de turó del Castell o «Castellet», al vessant sud-est del qual s'estén la vila de Menàrguens.

## Història
El topònim «Mesanicos» apareix en una escriptura de donació del 1146. El 1148 es consigna documentalment el castell. Guillem Pere i la seva muller Sicarda atorgaren als esposos Pere de Puigverd i Sibil·la «ipsum castrum de Menarges sive con suo termino» el qual els provenia del comte Ermengol IV d'Urgell. El 1163, els comtes d'Urgell Ermengol VII i Dolça concediren carta de poblament als habitants del castell, cedint-los totes les terres i pertinences incloses en els límits del terme. També els assignava un lot de terra individual pel conreu, els cedia la potestat de construir cases i els atorgava la condició jurídica d'homes lliures. El comte es reservava la propietat dels molins i el dret d'exercir la justícia.
Durant el segle xiii i dins els turbulents esdeveniments per a la successió del comtat d'Urgell, el castell de Menàrguens, mitjançant un conveni signat entre el rei Jaume I i Ponç de Cabrera (1236) fou donat en feu pel monarca a aquest darrer. El castell pervingué a Àlvar d'Urgell, fill de Ponç de Cabrera, a la seva vídua Cecília de Foix i en morir aquesta, fou incorporat a la corona. Jaume I l'infeudà a Arnau de Calaf. El 1278, Pere II donà en feu el comtat d'Urgell i, per tant, Menàrguens, a Ermengol X que, el 1285, atorgà al prepòsit de Solsona, Ponç de Vilaró, confirmació dels drets que Santa Maria de Solsona tenia en la vila i castell de Menàrguens entre d'altres. L'any 1314 Jaume II el cedí al seu fill l'infant Alfons pel seu casament amb Teresa d'Entença.
Després de la rebel·lió del comte Jaume d'Urgell contra el rei Ferran I d'Antequera -la qual finí amb la incorporació definitiva a la corona del comtat d'Urgell-, el monarca va vendre l'any 1415 a l'abat de Poblet la vila i el castell, amb totes les rendes i els drets que havien tingut els comtes d'Urgell. El monestir el senyorejà fins a l'abolició dels senyorius jurisdiccionals al segle xix.

## Arquitectura
Probablement l'àmbit del castell s'estenia entre els actuals carrers de Pasqualet (que des del nord-est mena a la part baixa del nucli) i del Castell (que és perpendicular al primer). No se'n coneix l'extensió exacta ni la distribució de les seves estances i elements defensius. Aquesta extensió és avui en dia un terreny erm, parcialment ocupat per alguns habitatges d'època contemporània, però no obstant s'hi observen algunes restes de murs en superfície que probablement corresponen a estructures de l'antic castell. En concret, és gairebé atribuïble amb tota seguretat al castell un pany de mur d'onze filades de carreus de pedra sorrenca ben escairats (encara que molt erosionats) adjacent al carrer Pasqualet. Altres restes de murs són visibles al vessant nord-oest del turó, semi-soterrats pels sediments i la vegetació, i al sud del carrer del Castell (amb la confluència amb el carrer de la Cera, on hi ha unes estructures en tàpia i maó que podrien correspondre a una zona de producció.
Hi ha una referència a vestigis arquitectònics de possible adscripció al castell en un article de la revista «Acta Mediaevalia» redactat per l'investigador de l'Institut d'Estudis Ilerdencs (Gonzàlez i altres, 1986, pàg. 95-97). Segons aquests estudiosos, l'any 1985 encara es podia veure una cisterna excavada a terra que tenia pilars de pedra per a sostenir la coberta i un dipòsit seccionat per la meitat, de forma paral·lelepipèdica, construït en pedra.